# Podwierzbie (województwo lubelskie)
Podwierzbie – wieś w Polsce położona w województwie lubelskim, w powiecie ryckim, w gminie Ryki.
| SIMC    | Nazwa               | Rodzaj    |
| ------- | ------------------- | --------- |
| 0390774 | Podwierzbie-Kolonia | część wsi |
| 0390780 | Wymysłów            | część wsi |

W latach 1975–1998 miejscowość położona była w województwie lubelskim.
Wieś jest sołectwem w gminie Ryki. Według Narodowego Spisu Powszechnego z roku 2011 wieś liczyła 335 mieszkańców.
Wierni Kościoła rzymskokatolickiego należą do parafii Nawiedzenia Najświętszej Maryi Panny w Bobrownikach.